# Return to Oz
Return to Oz (Regreso a Oz en Hispanoamérica, y Oz, un mundo fantástico en  España) es una película estrenada el 21 de junio de 1985, creada como secuela no oficial de El mago de Oz por Walt Disney Pictures, pero sin aprobación de MGM, la compañía productora del clásico film de 1939. El filme fue dirigido por Walter Murch.

## Sinopsis
La historia muestra a Dorothy (Fairuza Balk) internada en un manicomio dirigido por el Doctor Worley mientras sus tíos tratan de arreglar sus problemas económicos después de que un tornado destruyera su hogar, estando ellos preocupados de que la continua obsesión de Dorothy con la Tierra de Oz sea un signo de delirio. En el asilo, Worley y su asistente, la enfermera Wilson, planean administrar electroterapia a Dorothy, antes de que un rayo provoque un apagón. en ese momento, Dorothy encuentra a una misteriosa joven llamada Ozma, la cual afirma venir de Oz para avisarle sobre el peligro que corre. La enfermera Wilson persigue a las niñas hasta un río, donde Dorothy flota en un gallinero. Ozma la ayuda a salir del asilo y la conduce a Oz, pero es capturada por la enfermera Wilson. Allí, Dorothy junto a su gallina, Billina, que ahora puede hablar, encuentra la Ciudad Esmeralda destruida y sus viejos amigos convertidos en piedra. Los Rodadores, personas con ruedas en lugar de manos y pies, los agarran pero son salvados por Tik-Tok, un hombre mecánico, quien explica que El Espantapájaros, el rey de Oz, le dijo que esperara el regreso de Dorothy, por lo cual se embarcan en una aventura en busca de la liberación de Oz.
En busca del Espantapájaros, llegan al castillo de la Princesa Mombi, que tiene una colección de cabezas "portables". Después de que ella revela que el Rey Nomo, responsable de la devastación de Oz, sostiene a Espantapájaros en su montaña, encarcela al grupo en una torre, con la intención de tomar la cabeza de Dorothy para su colección. Se encuentran con Jack Cabeza de Calabaza, quien explica que el polvo de vida de Mombi le dio vida. Dorothy roba el polvo para construir una criatura voladora a partir de muebles y la cabeza de Gump, un animal parecido a un alce, que los lleva a través del Desierto Mortal hasta la montaña del Rey Gnomo, perseguidos por Mombi y los Rodadores.
Gump se estrella en la montaña, donde Dorothy se reúne brevemente con El Espantapájaros. El Rey Nomo convierte al Espantapájaros en un adorno y ofrece a cada miembro del grupo tres conjeturas sobre cuál de sus adornos es. Gump, Jack y Tik-Tok fallan y se convierten ellos mismos en adornos. Antes de que Dorothy comience su turno, el Rey Gnomo revela que tiene sus zapatillas de rubí perdidas y las usó para conquistar Oz; él se ofrece a usarlos para enviarla a casa, pero Dorothy se niega.
En su última suposición, Dorothy selecciona una gema verde, que se convierte en Espantapájaros. Al darse cuenta de que los habitantes de Oz se convierten en objetos verdes, encuentra y restaura a Jack y Gump. Enfurecido, el Rey Nomo encarcela a Mombi como castigo por la fuga de Dorothy y luego crece hasta alcanzar un tamaño gigantesco. Se prepara para comerse a Jack, antes de que Billina ponga un huevo en la cabeza de Jack que cae en la boca del Rey Nomo y lo envenena fatalmente. Dorothy recupera las zapatillas de rubí y se las pone apresuradamente mientras el reino subterráneo de los Gnomos se derrumba. Ella desea que el grupo regrese a una Ciudad Esmeralda restaurada, donde una medalla verde en la asta de Gump se restaura en Tik-Tok.
La gente de Oz le pide a Dorothy que sea su reina, pero ella desea regresar a casa, mientras que Billina decide quedarse. La princesa Ozma, la chica del sanatorio y legítima gobernante de Oz, es liberada del espejo en el que Mombi la aprisionó y asciende al trono. Dorothy le entrega las zapatillas de rubí a Ozma, quien las usa para enviar a Dorothy a casa y le promete que puede regresar en el futuro si así lo desea. Dorothy es encontrada por su familia en la orilla de un río en Kansas, donde la tía Em le dice que la clínica se quemó y que todos sobrevivieron excepto Worley. La enfermera Wilson es arrestada por su participación en los experimentos de Worley. Al regresar a casa, Dorothy ve a Billina y Ozma a través del espejo de su habitación y llama a su tía Em, pero ellos le indican que mantenga a Oz en secreto.

## Reparto
| Actor | Personaje                                       |
| --- | ----------------------------------------------- |
| Fairuza Balk | Dorothy Gale                                    |
| Nicol Williamson | Dr. J.B. Worley / Nome King                     |
| Jean Marsh | Enfermera Wilson / Mombi                        |
| Sophie Ward | Mombi II                                        |
| Fiona Victory | Mombi III                                       |
| Piper Laurie | Tía Em                                          |
| Matt Clark | Tío Henry                                       |
| Emma Ridley | Muchacha en el hospital / Princesa Ozma         |
| Justin Case | El espantapájaros                               |
| Pons Maar | Lead Wheeler / asistente de la enfermera Wilson |
| Bruce Boa | Policía                                         |
| Tansy | Toto                                            |
| John Alexander, Rachael Ashton, Robbie Barnett, Ailsa Berk, Peter Elliott, Roger Ennals, Michele Hine, Mark Hopkins, Colin Skeaping, Ken Stevens, Philip Tan y Rob Thirtle | The Wheelers                                    |
| Denise Bryer | Billina                                         |
| Sean Barrett | Tik-Tok                                         |
| Brian Henson | Jack Pumpkinhead                                |
| Lyle Conway | The Gump                                        |
| Pons Maar | Nome Messenger                                  |
| Beatrice Murch | Princesa Ozma (No acreditada)                   |
| Mak Wilson | Billina                                         |
| Timothy D. Rose | Tik-Tok (operador de cabeza)                    |
| Michael Sundin | Tik-Tok (intérprete en traje)                   |
| Brian Henson y Stewart Larange | Jack Pumpkinhead                                |
| Lyle Conway y Steve Norrington | The Gump                                        |
| Deep Roy | El hombre de hojalata                           |
| John Alexander | El león cobarde                                 |

## Influencia Cultural
En 2005, la banda americana Scissor Sisters, fanáticos del filme, publicaron un sencillo inédito de su álbum debut, Scissor Sisters, llamado "Return to Oz". Aunque la canción se relaciona con los efectos de la metanfetamina, contiene muchas de las imágenes y temas cubiertos por el filme (así como referencias a Skeksis de la película de Jim Henson, The Dark Crystal).

## Curiosidades
- La película está basada en el segundo y tercer libro de Oz: El País de Oz y Ozma de Oz. Elementos del segundo son los personajes Jack Cabeza de Calabaza, la bruja Mombi y sus polvos de la vida, la conquista de la Ciudad Esmeralda, el escape en el sofá volador y la búsqueda de la princesa Ozma. Del tercer libro son el regreso de Dorothy, la gallina que habla -Billina-, los rodadores, el descubrimiento de Tik-Tok, la princesa que intercambia cabezas, la introducción del Rey Nomo y la sala de adornos.

- Emma Ridley, quien interpreta a Ozma, también audicionó para el papel de Dorothy Gale.

- Originalmente el Espantapájaros, el Hombre de Hojalata, y el León Cobarde iban a tener roles más importantes durante el filme, sin embargo, por recortes de presupuesto sus papeles tuvieron que reducirse a meros cameos.

- El filme es mencionado en el Libro Mundial de los Record Guinness como la secuela que fue hecha en el mayor periodo de tiempo después de la original (Return to Oz fue lanzada 46 años después de El Mago de Oz). Este record se ha perdido y es ahora de otra película de Disney: El regreso de Mary Poppins.

- Varias escenas filmadas para la secuencia inicial de Kansas, incluyendo una escena donde Dorothy y la tía Em se pintan las caras, Billina corriendo por la cocina y el tío Henry leyendo el periódico, recortando y coleccionando artículos sobre la desaparición de Dorothy después del tornado, fueron cortadas de la versión final de la película.

## Oscar
- Fue nominada a mejores efectos visuales en la entrega del Oscar de 1986.